# 134105 Josephfust
134105 Josephfust è un asteroide della fascia principale. Scoperto nel 2004, presenta un'orbita caratterizzata da un semiasse maggiore pari a 3,1017205 UA e da un'eccentricità di 0,1204905, inclinata di 2,21242° rispetto all'eclittica.